# NGC 5293
NGC 5293 је спирална галаксија у сазвежђу Волар која се налази на NGC листи објеката дубоког неба.
Деклинација објекта је + 16° 16' 22" а ректасцензија 13h 46m 52,6s. Привидна величина (магнитуда) објекта NGC 5293 износи 13,1 а фотографска магнитуда 13,8. NGC 5293 је још познат и под ознакама UGC 8710, MCG 3-35-24, CGCG 102-57, PGC 48854.